# Saint-Benoît-des-Ondes
Saint-Benoît-des-Ondes è un comune francese di 1 128 abitanti situato nel dipartimento dell'Ille-et-Vilaine nella regione della Bretagna.

## Società

### Evoluzione demografica
Abitanti censiti